# پورت الن
پورت الن (به انگلیسی: Port Ellen) یک روستا در بریتانیا است که در آرگایل و بوت واقع شده‌است.